# Фигура (риторика)
Фигу́ра (фигура речи в узком смысле слова, ритори́ческая фигу́ра, стилисти́ческая фигу́ра; лат. figura от др.-греч. σχῆμα) — термин риторики и стилистики, обозначающий приёмы синтаксической (синтагматической) организации речи, которые, не внося никакой дополнительной информации, придают речи художественные и экспрессивные качества и своеобразие.
В отличие от тропов, представляющих собой употребление слов в переносном смысле, фигуры — это приёмы сочетания слов. Вместе с тропами фигуры называют «фигурами речи» в широком смысле слова. При этом отграничение фигур от тропов в некоторых случаях вызывает разногласия.
Фигуры известны со времён античности. Древнегреческий софист Горгий (V век до н. э.) настолько прославился новаторским использованием в своих речах риторических фигур, особенно изоколона (ритмико-синтаксическое подобие частей периода), гомеотелевтона (созвучие окончаний этих частей, то есть внутренняя рифма) и антитезы, что на долгое время они получили название «горгианских фигур».